# LaDonna Brave Bull Allard
LaDonna Tamakawastewin ("Good Earth Woman") Brave Bull Allard (Fort Yates, 8 giugno 1956 – Fort Yates, 10 aprile 2021) è stata una storica e attivista statunitense, nativa americana del popolo Dakota e Lakota, genealogista e responsabile del movimento dei protettori d'acqua. Nell'aprile 2016 è stata una delle protagoniste nell'iniziativa di bloccare l'oleodotto (il "Dakota Access Pipeline") vicino alla Riserva indiana di Standing Rock nel Nord Dakota .
Era una discendente del Capo Rain-in-the-face che ha combattuto Custer nella battaglia di battaglia di Greasy Grass. Era  anche una discendente di Oyate Tawa, una delle 38 persone Dakota impiccate nella più grande esecuzione di massa nella storia degli Stati Uniti a Mankato, Minnesota, e di Nape Hote Win (Mary Big Moccasin), sopravvissuta al massacro di Whitestone.  Faceva parte della tribù Sioux di Standing Rock.

## Biografia
LaDonna Brave Bull Allard è nata a Fort Yates, North Dakota, l'8 giugno 1956, da Valerie Lovejoy e Frank Brave Bull. La sua gente è Iháŋkthuŋwaŋ, Pabaska (Cuthead) e Sisseton Dakota da parte di padre e Hunkpapa, Lakota Blackfoot e Oglala Lakota da parte di madre. Ha trascorso gran parte della sua giovinezza con le nonne Alice West ed Eva Kuntz.  Da bambina trasportava l'acqua potabile della sua famiglia a cavallo dall'Inyan Wakangapi Wakpa ("fiume che crea le pietre sacre"), il fiume Cannonball. Alla sua confluenza con il fiume Missouri, c'era un vortice che creava grandi formazioni sferiche di arenaria, note come pietre sacre. Negli anni '50, questo sito sacro fu distrutto quando il Corpo degli Ingegneri dell'Esercito degli Stati Uniti dragò la foce del fiume Cannonball mentre terminavano la diga di Oahe. La diga ha inondato la terra di Brave Bull Allard insieme a 160.000 acri della riserva Sioux di Standing Rock e 300.000 acri della riserva del fiume Cheyenne. La sua famiglia era tra le numerose comunità tribali lungo il fiume Missouri che furono costrette a trasferirsi in nuovi siti nelle pianure sopra la valle del fiume.
Bull Allard ha frequentato lo Standing Rock Community College e il Black Hills State College, e successivamente si è laureata in storia presso l'Università del North Dakota.

## Carriera
Dopo il college, Brave Bull Allard ha lavorato per la tribù Sioux di Standing Rock come pianificatrice di risorse culturali. Successivamente, ha contribuito a creare lo Standing Rock Tribal Historic Preservation Office and Tourism Office, dove è stata determinante nella creazione della Standing Rock Scenic Byway che attraversa molti siti storici, incluso il luogo in cui è stato ucciso Toro Seduto. Ha anche aiutato a supervisionare i miglioramenti al sito della tomba di Fort Yates di Toro Seduto dopo che la terra è stata riconsegnata alla tribù Sioux di Standing Rock nel 2007.

### Storica
Come storica, Brave Bull Allard ha lavorato con molte istituzioni per documentare la genealogia, le narrazioni e la cultura indigene. Nel 2009, ha contribuito a coordinare Wiyohpiyata: Lakota Images of the Contested West, una mostra al Peabody Museum of Archaeology and Ethnology dell'Università di Harvard. Nel 2019 è diventata rappresentante ufficiale delle popolazioni indigene presso il Consiglio economico e sociale delle Nazioni Unite. Nel 2020, è apparsa nel documentario della PBS Zitkála-Šá: Trailblazing American Indian Composer and Writer. Alcuni dei suoi vasti lavori di genealogia tribale possono essere visti su un sito web di storia chiamato American Tribes.

### Movimento di protesta
Il primo campo di resistenza delle proteste, Sacred Stone Camp, contro il Dakota Access Pipeline, un oleodotto, è stato fondato sulla terra della famiglia di Brave Bull Allard alla confluenza del fiume Cannon Ball e del fiume Missouri. I campi di resistenza erano inizialmente piuttosto piccoli, ma sono cresciuti in modo esponenziale dopo che ha pubblicato una richiesta di aiuto sui social media.
Queste proteste cercavano di fermare la costruzione del Dakota Access Pipeline perché attraversava terre protette dal Trattato di Fort Laramie (1851), minacciava siti sacri storici e scorreva sotto il bacino del lago Oahe, la fonte di acqua potabile per la tribù Sioux di Standing Rock. Durante la costruzione dell'oleodotto, i lavoratori hanno demolito con i bulldozer cimiteri e altri siti archeologici identificati da Brave Bull Allard e altri che lavoravano con lo Standing Rock Tribal Historic Preservation Office.  Il movimento a Standing Rock ha riunito migliaia di persone per formare la più grande alleanza intertribale del continente americano da secoli, con più di 200 nazioni tribali rappresentate.
Dopo anni di resistenza e protesta, gli organizzatori di Standing Rock Sioux Tribe e Indigenous hanno ottenuto una vittoria legale il 6 giugno 2020, quando un giudice federale ha ordinato al consorzio proprietario dell'oleodotto Dakota Access LLC, controllato da Energy Transfer Partners (fondatore e CEO Kelcy Warren), di fermare le operazioni e svuotare i suoi oleodotti di tutto il petrolio in attesa di una revisione ambientale che potrebbe richiedere un anno. La corte ha affermato che il Corpo degli Ingegneri dell'Esercito degli Stati Uniti ha violato la legge ambientale nazionale quando ha concesso una servitù a Energy Transfer per costruire e operare sotto il lago Oahe perché non è riuscito a produrre un'adeguata dichiarazione di impatto ambientale.

### La morte
Nel 2020, a Brave Bull Allard è stato diagnosticato il glioblastoma, un cancro al cervello aggressivo e ha subito un intervento chirurgico al cervello. Il 10 aprile 2021, la famiglia ha annunciato la sua morte a Fort Yates, nel North Dakota. È stata preceduta nella morte da suo figlio Philip Levon Hurkes nel 2009 e da suo marito, Miles Dennis Allard, nel 2018.
Alla sua morte, il rappresentante dello Stato del North Dakota Ruth Buffalo ha dichiarato: "Il suo coraggio è stato contagioso e stimolante. Conosceva molto bene la vasta storia del paese e ha lavorato per preservare la nostra storia e i siti sacri". Il senatore dello stato del South Dakota, Red Dawn Foster, ha affermato: "Ha ispirato il mondo con il suo amore per l'acqua, la terra, le persone e l'amore che ha condiviso con suo marito Miles"."

## Riconoscimenti
Brave Bull Allard ha ricevuto molti riconoscimenti per il suo lavoro. Nel 2017, è stata inclusa nella People Power List del Sierra Club, ha rappresentato il movimento per la protezione dell'acqua per ricevere il DePaul University Humanities Laureate Award, è apparsa come finalista per il MIT Disobedience Award e ha ricevuto il Rebel of the Year Award da Conservation Colorado. Nel 2019, ha ricevuto il Pax Natura Award e il William Sloane Coffin Jr. Peacemaker Award.